# روتی هنشال
روتی هنشال (انگلیسی: Ruthie Henshall؛ زادهٔ ۷ مارس ۱۹۶۷) رقصنده، بازیگر سینما، و بازیگر تئاتر اهل بریتانیا است. وی از سال ۱۹۸۶ میلادی تاکنون مشغول فعالیت بوده‌است.
وی همچنین برندهٔ جوایزی همچون جایزه لارنس الیویه شده‌است.